# Campeonato Brasileño de Fútbol 2007
El Campeonato Brasileño de Fútbol 2007 fue la 52.ª edición del Campeonato Brasileño de Serie A. El mismo comenzó el 12 de mayo de 2007 y finalizó el 2 de diciembre del corriente año.
El título se decidió en favor del São Paulo FC, que ganó el quinto título en su historia.
Por su parte, Corinthians Paulista descendería por primera vez en su historia.

## Sistema de competición
El sistema de juego es el mismo de las temporadas anteriores. Los 20 equipos participantes se enfrentarán en partidos de ida y vuelta en un sistema de todos contra todos. El equipo con más puntos en la tabla de clasificación, será quien se corone cómo campeón. A su vez, los cuatro equipos que finalicen con menos puntos en la tabla de clasificación descenderán y jugarán la Serie B del siguiente año.

## Equipos participantes

### Ascensos y descensos
| Pos. | Descendidos en la temporada 2006 |
| ---- | -------------------------------- |
| 17º  | Ponte Preta                      |
| 18º  | Fortaleza                        |
| 19º  | São Caetano                      |
| 20º  | Santa Cruz Recife                |

| Pos. | Ascendidos de la Serie B 2006 |
| ---- | ----------------------------- |
| 1º   | Atlético Mineiro              |
| 2º   | Sport Recife                  |
| 3º   | Náutico Recife                |
| 4º   | América de Natal              |

### Información de equipos
| Equipo              | Ciudad         | Estadio           | Posición 2006 |
| ------------------- | -------------- | ----------------- | ------------- |
| América de Natal    | Natal          | Machadão          | 4º Série B    |
| Atlético Mineiro    | Belo Horizonte | Mineirão          | 1º Série B    |
| Atlético Paranaense | Curitiba       | Arena da Baixada  | 13º           |
| Botafogo            | Río de Janeiro | Engenhão          | 12º           |
| Corinthians         | São Paulo      | Pacaembu          | 9º            |
| Cruzeiro            | Belo Horizonte | Mineirão          | 10º           |
| Figueirense         | Florianópolis  | Orlando Scarpelli | 7º            |
| Flamengo            | Río de Janeiro | Maracanã          | 11º           |
| Fluminense          | Río de Janeiro | Maracanã          | 15º           |
| Goiás               | Goiânia        | Serra Dourada     | 8º            |
| Grêmio              | Porto Alegre   | Olímpico          | 3º            |
| Internacional       | Porto Alegre   | Beira-Rio         | 2º            |
| Juventude           | Caxias do Sul  | Alfredo Jaconi    | 14º           |
| Náutico Recife      | Recife         | Aflitos           | 3º Série B    |
| Palmeiras           | São Paulo      | Palestra Itália   | 16º           |
| Paraná Clube        | Curitiba       | Vila Capanema     | 5º            |
| Santos              | Santos         | Vila Belmiro      | 4º            |
| São Paulo           | São Paulo      | Morumbi           | 1º            |
| Sport Recife        | Recife         | Ilha do Retiro    | 2º Série B    |
| Vasco da Gama       | Río de Janeiro | São Januário      | 6º            |

## Tabla de posiciones
| Pos. | Equipo              | Pts. | PJ | PG | PE | PP | GF | GC | Dif. |
| ---- | ------------------- | ---- | -- | -- | -- | -- | -- | -- | ---- |
| 1    | São Paulo           | 77   | 38 | 23 | 8  | 7  | 55 | 19 | +36  |
| 2    | Santos              | 62   | 38 | 19 | 5  | 14 | 57 | 47 | +10  |
| 3    | Flamengo            | 61   | 38 | 17 | 10 | 11 | 55 | 49 | +6   |
| 4    | Fluminense          | 61   | 38 | 16 | 13 | 9  | 57 | 39 | +18  |
| 5    | Cruzeiro            | 60   | 38 | 18 | 6  | 14 | 73 | 59 | +14  |
| 6    | Grêmio              | 58   | 38 | 17 | 7  | 14 | 44 | 43 | +1   |
| 7    | Palmeiras           | 58   | 38 | 16 | 10 | 12 | 48 | 47 | +1   |
| 8    | Atlético Mineiro    | 55   | 38 | 15 | 10 | 13 | 63 | 51 | +12  |
| 9    | Botafogo            | 55   | 38 | 14 | 13 | 11 | 62 | 58 | +4   |
| 10   | Vasco da Gama       | 54   | 38 | 15 | 9  | 14 | 58 | 47 | +11  |
| 11   | Internacional       | 54   | 38 | 15 | 9  | 14 | 49 | 44 | +5   |
| 12   | Atlético Paranaense | 54   | 38 | 14 | 12 | 12 | 51 | 50 | +1   |
| 13   | Figueirense         | 53   | 38 | 14 | 11 | 13 | 57 | 56 | +1   |
| 14   | Sport Recife        | 51   | 38 | 14 | 9  | 15 | 54 | 55 | -1   |
| 15   | Náutico Recife      | 49   | 38 | 14 | 7  | 17 | 66 | 63 | +3   |
| 16   | Goiás               | 45   | 38 | 13 | 6  | 19 | 49 | 62 | -13  |
| 17   | Corinthians         | 44   | 38 | 10 | 14 | 14 | 40 | 50 | -10  |
| 18   | Juventude           | 41   | 38 | 11 | 8  | 19 | 43 | 65 | -22  |
| 19   | Paraná Clube        | 40   | 38 | 11 | 7  | 20 | 42 | 64 | -22  |
| 20   | América de Natal    | 17   | 38 | 4  | 5  | 29 | 24 | 80 | -56  |

Pts = Puntos; J = Partidos Jugados; G = Partidos Ganados; E = Partidos Empatados; P = Partidos Perdidos; GF = Goles Anotados; GC = Goles Recibidos; Dif = Diferencia de gol 
|                                    |
| Bandera del estado de São Paulo    |
| Campeón São Paulo F. C. 5.º título |

Fluminense clasifica a Copa Libertadores 2008 al ganar la Copa de Brasil 2007.
|  |                                              |
|  | Campeón y clasifica a Copa Libertadores 2008 |
|  | Clasifican a Copa Libertadores 2008          |
|  | Clasifican a Copa Sudamericana 2008          |
|  | Descienden a la Serie B 2008                 |

## Goleadores
| Pos. | Jugador        | Club          | Goles |
| ---- | -------------- | ------------- | ----- |
| 1    | Josiel         | Paraná        | 20    |
| 2    | Beto Acosta    | Náutico       | 19    |
| 3    | Kléber Pereira | Santos        | 16    |
| 4    | Dodô           | Botafogo      | 15    |
| 5    | Leandro Amaral | Vasco da Gama | 14    |
| 6    | Carlinhos Bala | Sport Recife  | 13    |
| 6    | Paulo Baier    | Goias         | 13    |
| 8    | André Lima     | Botafogo      | 12    |
| 8    | Finazzi        | Corinthians   | 12    |
| 8    | Roni           | Cruzeiro      | 12    |
| 8    | Thiago Neves   | Fluminense    | 12    |

## Serie B
- Serie B 2007. Los cuatro primeros ascienden a la Serie A 2008, los cuatro últimos descienden a la Serie C.
|    | Equipo            | PTS | PJ | PG | PE | PP | GF | GC | DG  |
| -- | ----------------- | --- | -- | -- | -- | -- | -- | -- | --- |
| 1  | Coritiba          | 69  | 38 | 21 | 6  | 11 | 54 | 41 | +13 |
| 2  | Ipatinga          | 67  | 38 | 20 | 7  | 11 | 60 | 41 | +19 |
| 3  | Portuguesa-SP     | 63  | 38 | 17 | 12 | 9  | 63 | 46 | +17 |
| 4  | Vitória           | 59  | 38 | 18 | 5  | 15 | 68 | 50 | +18 |
| 5  | Fortaleza         | 56  | 38 | 17 | 5  | 16 | 51 | 46 | +5  |
| 6  | Marília 1         | 53  | 38 | 17 | 8  | 13 | 66 | 61 | +5  |
| 7  | Criciúma          | 53  | 38 | 15 | 8  | 15 | 51 | 44 | +7  |
| 8  | CRB Alagoas       | 53  | 38 | 15 | 8  | 15 | 54 | 62 | -8  |
| 9  | Brasiliense       | 53  | 38 | 14 | 11 | 13 | 57 | 53 | +4  |
| 10 | São Caetano       | 53  | 38 | 13 | 14 | 11 | 45 | 39 | +6  |
| 11 | Ponte Preta       | 52  | 38 | 13 | 13 | 12 | 58 | 55 | +3  |
| 12 | Gama              | 51  | 38 | 14 | 9  | 15 | 53 | 56 | -3  |
| 13 | Grêmio Barueri    | 51  | 38 | 14 | 9  | 15 | 57 | 71 | -14 |
| 14 | Santo André       | 51  | 38 | 13 | 12 | 13 | 51 | 50 | +1  |
| 15 | Avaí              | 51  | 38 | 13 | 12 | 13 | 52 | 55 | -3  |
| 16 | Ceará             | 50  | 38 | 13 | 11 | 14 | 58 | 58 | 0   |
| 17 | Paulista Jundiaí  | 45  | 38 | 12 | 9  | 17 | 58 | 61 | -3  |
| 18 | Santa Cruz Recife | 42  | 38 | 10 | 12 | 16 | 47 | 65 | -18 |
| 19 | Remo              | 36  | 38 | 10 | 6  | 22 | 53 | 69 | -16 |
| 20 | Ituano            | 33  | 38 | 8  | 9  | 21 | 41 | 74 | -33 |

1El Marília fue sancionado con la pérdida de seis puntos por alinear a un jugador de forma irregular.